# Liste des sites d'escalade en France
 (juin 2012).
Cet article présente une liste des sites d'escalade et les zones en rapport avec l'escalade en France.

## Ain
- Combe d'Orvaz à Belleydoux
- Cerdon et Roche de Saint-Alban
- Contrevoz Carrières
- Crept - Rocher du Planon (Seillonnaz)
- Cuiron (Ceyzériat)
- Essieu (Saint-Germain-les-Paroisses)
- Etranginaz (Corbonod)
- Jarbonnet (Cize)
- La Faucille (Mijoux)
- Léaz (Léaz)
- Les Neyrolles (Les Neyrolles)
- Lhuis (Lhuis)
- Nantua (Nantua)
- Neuville sur Ain (Neuville-sur-Ain)
- Peyrieu (Peyrieu)
- Ramasse (Ramasse)
- Torcieu (Torcieu)
- Valserine - Menthières-Beau-Château (Confort)
- Valserine-Champfromier (Champfromier)
- Vesancy (Vesancy)
- Virieu-le-Grand (Virieu)

## Aisne
- Billy-sur-Aisne
- Crouy
- Hirson
- La Hottée du Diable à Coincy
- Le Pas-Bayard à Mondrepuis
- La Hottée de Gargantua à Molinchart

## Allier
- Barentan (Le Vernet)
- Désertines, la Petite Suisse (Désertines)
- Gorges de Chouvigny, Gorges de la Sioule - La Borde (Chouvigny)
- Gorges de Chouvigny, Gorges de la Sioule - Le Tunnel (Chouvigny)
- Gorges de Chouvigny, Gorges de la Sioule - Roc-Armand (Chouvigny)
- Grand-Bois (Châtel-Montagne)
- La pierre fendue (Lavoine)
- La Pierre-Châtel (Saint-Nicolas-des-Biefs)
- Lignerolles - Rocher du Lion (Lignerolles)
- Lignerolles - Saint-Genest (Saint-Genest)
- Roche-Guilbaut (Saint-Éloy-d'Allier)
- Rocher Saint-Vincent (Lavoine)
- Termes
- Voie Piétonne (Néris-les-Bains)
- La Salette (Saint-Clément)

## Alpes-de-Haute-Provence
- Annot (Annot)
- Annot - La dalle de la Beïte (Annot)
- Annot - La Gare (Annot)
- Annot - Le Jardin du Roi (Annot)
- Blégiers - Pont d'Heyre (Prads)
- Cadières de Brandis (Castellane)
- Castillon - Ville (Demandolx)
- Chabrières (Beynes)
- Chapeau de Gendarme (Uvernet-Fours)
- Chapouplan Chasteuil (Castellane)
- Château-Arnoux, Saint-Jean (Château-Arnoux)
- Chaudanne (Castellane) (Site interdit)
- Col des Lecques (Castellane)
- Colmars, le Haut-Verdon - La Lance (Colmars) (site interdit)
- Colmars, le Haut-Verdon - Roche de Juan (Villars-Colmars)
- Courbons (Digne-les-Bains)
- Entrepierres (Entrepierres)
- Esparron (Esparron-de-Verdon)
- Gache, Pierre-Écrite (Saint-Geniez
- La roche (Le Lauzet-Ubaye)
- Le Caire (Le Caire)
- Les Sanières (Jausiers) (site interdit)
- Maljasset (Saint-Paul-sur-Ubaye)
- Méolans, Chaudon (Revel)
- Meolans-Revel (Méolans-Revel)
- Montagne de Teillon (La Garde)
- Nlégiers - le Pas du Loup (Prads-Haute-Bléone)
- Quinson - Aspre (Quinson)
- Quinson - Chapelle (Quinson)
- Saint-Ours - Gendarme de Saint-Ours (Meyronnes)
- Saint-Ours - Piroulire (Meyronnes)
- Serre de Montdenier (Moustiers-Sainte-Marie)
- Sisteron (Sisteron)
- Sisteron, Montagne de la Baume (Sisteron)
- Vallon de la Farine (Digne-les-Bains)
- Verdon - Col d'Ayen (La Palud-sur-Verdon)
- Verdon - Dalles du Galetas (Moustiers-Sainte-Marie)
- Verdon - Falaise de l'Aigle, Falaise du Point Sublime (Rougon)
- Verdon - Falaises de Moustiers, Massif de Mayreste (Moustiers-Sainte-Marie, La Palud-sur-Verdon)
- Verdon - Félines (Moustiers-Sainte-Marie)
- Verdon - L'Escalès (La Palud-sur-Verdon)
- Verdon - L'imbut, les Malines, L'Eycharme (La Palud-sur-Verdon)
- Verdon - L'Irouelle, Encastel, Casseyère (Rougon)
- Verdon - Les Néophytes (La Palud-sur-Verdon)
- Verdon - Mainmorte (La Palud-sur-Verdon)
- Volx (Volx)

## Hautes-Alpes
- Agnielles (La Faurie)
- Ailefroide (Pelvoux)
- Ailefroide /blocs (Pelvoux)
- Arvieux (Arvieux)
- Barrachin (Champcella)
- Caléyères (Embrun)
- Champoléon - Chaillolet
- Champoléon - Les Baumes (Champoléon)
- Champoléon - Pont-du-Fossé, Corbières (Saint-Jean-Saint-Nicolas)
- Châteauneuf-de-Chabre (Châteauneuf-de-Chabre)
- Châteauroux-Les-Alpes (Châteauroux-les-Alpes)
- Céüse (Montagne de Céüse)
- Corbières (Saint-Léger-les-Mélèzes)
- Environs de Briançon - Bouchier (Saint-Martin-de-Queyrières)
- Environs de Briançon - Chamandrin (Briançon)
- Environs de Briançon - Le Fontenil (Briançon)
- Environs de Briançon - Les Ayes (Villard-Saint-Pancrace)
- Environs de Briançon - Les Salettes (Briançon)
- Environs de Briançon - Les Traverses, Les Vignettes (Saint-Martin-de-Queyrières)
- Environs de Briançon - Malafosse (Briançon)
- Environs de Briançon - Prelles (Saint-Martin-de-Queyrières)
- Environs de Briançon - Puy-St-André (Puy-Saint-André)
- Environs de Briançon - Randouillet (Briançon)
- Environs de Briançon - Remparts de Briançon (Briançon)
- Environs de Briançon - Rocher Gafouille, L'Aiglette (Villard-Saint-Pancrace)
- Environs de Briançon - Rocher-Baron (Saint-Martin-de-Queyrières)
- Environs de Briançon - Terre rouge (Cervières)
- Fessourier (Les Vigneaux)
- Falaise de Corbières et des Dauphin (Saint-Jean-Saint-Nicolas)
- Freissinières (Freissinières)
- Gioberney (La Chapelle-en-Valgaudémar)
- Gorges de la Biaisse, Gouffre de Gourfouran (Champcella, Freissinières)
- La Chapelle-en-Valgaudemar (La Chapelle-en-Valgaudémar)
- La Chapelue (Château-Queyras)
- La Faurie (La Faurie, Gorges d'Agnelles et Chabaral)
- La Haute-Romanche - Arsine, Pierre-Aiguille (Villar-d'Arêne)
- La Haute-Romanche - Le Chazelet (La Grave)
- La Haute-Romanche - Les Fréaux (La Grave)
- La Roche-des-Arnauds (La Roche-des-Arnauds)
- La Roche-Écroulée (Abriès)
- La Rochette (Saint-Julien-en-Beauchêne)
- Le Cala (Champcella)
- Le Ponteil (Champcella)
- Le Pouit (Champcella)
- Les Baisses (Montgenèvre)
- Les Orres (Les Orres)
- Les Ourmandes (Puy-Saint-Vincent)
- Neuvillard (Saint-Julien-en-Beauchêne)
- Névache, Vallée de la Clarée - Lacou (Névache)
- Névache, Vallée de la Clarée - Le Rocher qui Répond (Névache)
- Névache, Vallée de la Clarée - Le Sapet (Névache)
- Névache, Vallée de la Clarée - Paroi des Ânes (Val-des-Prés)
- Névache, Vallée de la Clarée - Val-des-Prés (Val-des-Prés)
- Orpierre - Belleric (Orpierre)
- Orpierre - Col Saint-Ange (Orpierre)
- Orpierre - Falaise du Château (Orpierre)
- Orpierre - Le Quiquillon (Orpierre)
- Orpierre 1 (Orpierre)
- Orpierre 2 (Orpierre)
- Orpierre 3 (Orpierre)
- Orpierre 4 (Orpierre)
- Savines-Le-Lac

## Alpes-Maritimes
- Aiglun (Sallagriffon)
- Aiglun - Clue d'Aiglun (Aiglun)
- Aiglun - Mont-Mail (Aiglun)
- Aiglun - Riolan (Aiglun)
- Arimonda, la discothèque, le col (Tende)
- Baou de Saint-Jeannet (Saint-Jeannet)
- Basse vallée du Var - Bonson (Bonson)
- Basse vallée du Var - Duranus (Duranus)
- Basse vallée du Var - Gilette (Gilette)
- Basse vallée du Var - La Roquette-sur-Var (La Roquette-sur-Var)
- Basse vallée du Var - Le Broc (Le Broc)
- Beuil (Beuil)
- Beuil-Valberg (Valberg)
- Beuil-Valberg - Guillaume, le Tuébi (Guillaumes)
- Beuil-Valberg - Roubion (Roubion)
- Breil-sur-Roya (Breil-sur-Roya)
- Cabris (Cabris)
- Cascade de Grasse (Grasse) (site interdit)
- Castellar (Castellar)
- Castillon, Testa Della (Castillon)
- Caussols - Gourdon (plateau) (Gourdon)
- Châteauneuf-de-Contes (Tourrette-Levens) (site interdit)
- Col de Saint-Raphaël (La Penne)
- Escragnolles (Escragnolles)
- Gairaut
- Gorbio (Gorbio)
- Gorges du Loup - Balcon du Loup (Gourdon)
- Gorges du Loup - Cascade de Courmes, Pupuce (Courmes)
- Gorges du Loup - Courmes (Courmes) (site interdit)
- Gorges du Loup - Gourdon (Gourdon, le Bar-sur-Loup)
- Gorges du Loup - Le Grand dièdre (Gourdon)
- Haute vallée du Loup - Andon (Andon)
- Haute vallée du Loup - Gréolières (Gréolières)
- Haute vallée du Loup - Le Castellaras (Andon) (site interdit)
- Haute vallée du Loup - Les Baumouns (Gréolières) (Site interdit)
- Haute vallée du Loup - Saint-Pons (Gréolières, Coursegoules)
- Isola 2000 (Isola) (site interdit)
- La Brigue (La Brigue)
- La Cayolle - Jardin Alpin (Entraunes)
- La Cayolle - Le Lausson (Entraunes)
- La Cayolle - Les Garrets (Entraunes)
- La Colle sur Loup, Bagarée (La Colle-sur-Loup, Villeneuve-Loubet)
- La Loubière, la Tête-de-Chien (Cap d'Ail / La Turbie)
- Le Cerga (Caussols)
- le chapeau de Napoléon, l'adrech de Besson (Séranon)
- Les Beaussets (Saint-Auban)
- Les Mesches (Saint-Dalmas-de-Tende)
- Malaussene (Malaussène)
- Mont Revel, l'Abadie (Saint-André-de-la-Roche) (site interdit)
- Peille (Peille)
- Peillon - L'Erbossiera (Peillon) (Site interdit)
- Peïra-Cava (Lucéram)
- Rocher de Bramus (Saint-Martin-d'Entraunes)
- Rocher de Notre-Dame, Col du Buis (Amirat) (Site interdit)
- Rocher du Pendu (La Napoule)
- Saint-Auban (Saint-Auban)
- Saint-Étienne-de-Tinée - Demandols (Saint-Étienne-de-Tinée) (Site interdit)
- Saint-Étienne-de-Tinée - Les Hirondelles (Saint-Étienne-de-Tinée)
- Saint-Sauveur-sur-Tinée (Saint-Sauveur-sur-Tinée)
- Sospel (Sospel)
- Tourettes-sur-Loup (Tourrettes-sur-Loup)
- Valdeblore (Valdeblore)
- Vallée de la Vésubie - Gordolasque (Gordolasque)

## Ardèche
- Antraigues-sur-Volane – Le Bouchet + site secret (falaise et grandes voies / granite)
- Balazuc – Le Vieil Audon (falaise / calcaire)
- Balazuc – Les Barasses (falaise / calcaire)
- Beauvène – Le Rocher de Tournay (falaise / granite)
- Berrias-et-Casteljau – Bois de Païolive (blocs / calcaire)
- Berrias-et-Casteljau – Chaulet (falaise / calcaire)
- Berrias-et-Casteljau – Le Jardin d’Endieu (falaise / calcaire)
- Berrias-et-Casteljau – Les Actinidias (falaise / calcaire)
- Berrias-et-Casteljau – Mazet (falaise / calcaire)
- Châteaubourg – La Goule (falaise / calcaire)
- Chauzon – Cirque de Gens (falaise / calcaire)
- Chomérac – Les carrières (falaise / calcaire)
- Cros-de-Géorand – Les Combes (falaise / granite)
- Dunière-sur-Eyrieux – La Tour (falaise / granite)
- Gorges de l’Ardèche (grandes voies / calcaire)
- Issarlès – La Dame du Lac (falaise / granite)
- Jaujac – Tras les Baumes (falaise / granite)
- Lamastre – Retourtour (falaise / granite)
- Lanas – Chamtadu (falaise / calcaire)
- Lavilledieu – Bourdary (falaise et blocs / calcaire)
- Le Cheylard – Le Rocher de la Chevillère (falaise / granite)
- Le Pouzin - Beaumiral (falaise / calcaire)
- Le Pouzin – La Payre (falaise / calcaire)
- Lussas – Chabanne (falaise / calcaire)
- Mariac – Le pont de Fromentières (falaise / granite)
- Meyras – Le Peyssin / Le Gua (falaise / migmatites)
- Montselgues – Chamiers (falaise et grandes voies / granite)
- Privas – Bois Laville (blocs / grès)
- Roiffieux – L’Auvergnat (falaise / granite)
- Rompon – Le chat gourmand (falaise / calcaire)
- Sagnes-et-Goudoulet – Les Coux (falaise / phonolite)
- Saint-Étienne-de-Lugdarès – Les Chambons (falaise / granite)
- Saint-Laurent-sous-Coiron – Courpatas (falaise / calcaire)
- Saint-Martin-de-Valamas – Le Liard (falaise / granite)
- Saint-Maurice-en-Chalencon – Les Cabanes (falaise / granite)
- Saint-Michel-de-Boulogne – le Château (falaise / grès)
- Saint-Montan – La Sainte Beaume (falaise / calcaire)
- Saint-Peray– Secteur top secret (falaise / calcaire)
- Saint-Sauveur-de-Cruzières – Champer (falaise / calcaire)
- Salavas– Fontgamide (falaise / calcaire)
- Salavas– Jeau (falaise / calcaire)
- Salavas – Les Branches (falaise / calcaire)
- Satillieu – La marche (falaise / migmatites)
- Serrières – Pont de la Vergelet (falaise / migmatites)
- Valgorge – Coucoulude (falaise / granite)
- Vernosc-lès-Annonay – La Roche Péréandre (falaise / migmatites)
- Villevocance – La mer de glace (falaise / migmatites)
- Viviers – La tour Saint-Martin (falaise / calcaire)
- Vogüé – Le Tunnel / La Roche (falaise / calcaire)

## Ardennes
- Les Quatre Fils Aymon, la Roche-Bayard (Bogny-sur-Meuse)
- Roc-la-Tour (Monthermé)
- Roche aux Corpias (Monthermé)

## Ariège
- Aulos-Sinsat (Le Quié de Sinsat)
- Aulus-les-Bains (La dent de Mède près de l'étang d'Aubé)
- Ax-les-Thermes
- Auzat
- Bédeilhac
- Cazenave-Serres-et-Allens (Aiguille de Soulombrie)
- Dent d'Orlu
- Génat (hameau de la Grangette)
- Goulier
- Urs (Le Quié d'Urs)

## Aube
Aucun

## Aude
- Massif de la Clape, Méditerranée, Topo de la clape
- Gorges de la Cesse (Fauzan), Minervois, topo du Minervois
- Gorges de Tremenal, Minervois, topo du Minervois
- Notre-Dame-du-Cros, Minervois, topo du Minervois
- Termes, Corbières, topo difficile à trouver (demander à Roc Genèse)
- Saint-Salvayre, Haute Vallée de l'Aude, topo édité par le Club de Quillan, Roc Genèse
- Le Cardou, Haute Vallée de l'Aude, topo édité par le Club de Quillan, Roc Genèse
- Gorges de la Pierre-Lys, Haute Vallée de l'Aude, topo édité par le Club de Quillan, Roc Genèse
- Puilaurens, Haute Vallée de l'Aude
- Roquefort-de-Sault, Pays de Sault (site de blocs)
- Sougraigne, Rennes-les-Bains (plusieurs sites de blocs)

## Aveyron
- Gages (topo Escalade en Rouergue)
- Le Monna (Le Boffi, gorges de la Dourbie)
- Cantobre
- La Blaquerie
- Montézic (Saut du chien) (topo Escalade en Rouergue)
- Peyrusse-le-Roc
- Sainte-Geneviève/Argence (Paracol) (topo Escalade en Rouergue)
- Salles-la-Source (topo "escalade en rouergue")
- Compolibat (topo au camping)
- Le Nayrac (topo Escalade en Rouergue)
- Bez Bédène (topo au bar du village)
- Bor et Bar (topo "roc de Gorb")
- Brommat (Bussières) (topo Escalade en Rouergue)
- Rullac (Trescos) (topo Escalade en Rouergue)

## Bouches-du-Rhône
- Les Calanques de Marseille
- La montagne Sainte-Victoire
- Le massif de la Sainte-Baume
- Roquevaire
- Meyrargues

## Calvados
- Banville (Banville) (site interdit)
- Carville (Saint-Aulin, vallée de la Vire)
- Clécy (le Vey)
- Falaise, Mont-Myrrha (Falaise)
- La Brèche-au-Diable, Mont-Joly (Potigny, Soumont-Saint-Quentin)
- Saint-Germain-le-Vasson (Saint-Germain-le-Vasson)

## Cantal
- Rochers de Chamalière (Albepierre)
- Les Gorges de l'Arcueil (Rezentières)
- Calvaire de Recoux (Saint-Just)
- Carlat (Carlat)
- Cascade de Salins (Salins)
- Gorges du Bès (Maurines)
- Le bout du monde (Saint-Georges)
- Marchastel, Roche Vieille (Marchastel)
- Pas de Peyrol - Puy de la Tourte (Le Claux)
- Prat de Bouc / Rochers des Prés Marty, Rocher du Montagnard et Rocher du Mouflon (Albepierre-Bredons)
- Griou (Saint-Jacques-des-Blats)
- Riom-es-Montagnes, Rocher de Châteauneuf (Riom-ès-Montagnes)
- Roc d'Hozières (Le Falgoux)
- Rochers du Diable (Junhac)
- Saint-Flour (Saint-Flour) (site interdit)

## Charente
- Environs d'Angoulême - Antornac (Soyaux)
- Champagne-Mouton - Le Viaduc
- Châteauneuf - La Font-qui-Pisse
- Châteauneuf - Cocktail Roc
- Environs de Cognac - Les Chaudrolles (Saint-Sulpice-de-Cognac)
- Environs de Cognac - Saint-Sulpice-de-Cognac
- Edon
- Eymouthiers - Le Chambon
- Gardes-le-Pontaroux - Le Champignon
- La vallée des Eaux-Claires (Puymoyen)
- La vallée des Eaux-Claires (Puymoyen) - La Petite Vallée

## Charente-Maritime
- Bois-Bernard, Soute (Bois)
- Le Gros Roc (Le Douhet)
- Les Roches (Saint Simon de Bordes)
- Marignac (Marignac)
- Pons/ Le Coteau (Pons)
- Pont-l'Abbé-d'Arnoult
- Saint-Georges-de-Didonne (Saint-Georges-de-Didonne)
- Saint-Palais-sur-Mer (Saint-Palais-sur-Mer)
- Sainte Radegaude/les Cadorettes (Sainte-Radegaude)

## Cher
- Ranchot

## Corrèze
- Cornil
- La chapelle du Roc (Servière le chateau)
- Orgues de Bort
- Cirque de Ladou

## Corse
- Giuncheto

## Côte-d'Or
- Bouilland
- Brochon
- Chambolle (Chambolle-Musigny)
- Cormot (Cirque du Bout-du-Monde)
- Fixin (Fixin)
- Géligny
- Hauteroche
- Lantenay
- Nolay
- Saffres (Saffres)
- Vieux-Château (rocher Sainte-Catherine)

## Côtes-d'Armor
- Primel-Tregastel (commune de Plougasnou)
- Plougrescant
- Erquy
- Plouasne

## Creuse
- Bourg d'hem (Le Bourg-d'Hem)
- Chatellus le Marcheix (Châtelus-le-Marcheix)
- Clamouzat (Faux-la-Montagne)
- Viaduc de Glénic (Glénic)
- Jupille (Anzême)
- Le Maupuy (Saint-Léger-le-Guérétois)
- Malval (Malval)
- Saint-Léger-le-Guérétois
- Les gorges de la Rozeille (Gorges de la Rozeille)

## Dordogne
- Bayac
- Bourdeilles, La forge du Diable.
- Campagne
- Carsac-Aillac, Cingle de Monfort, Saint-Rome.
- Castelnaud-la-Chapelle, Falaises du Conte ou du Céou.
- Domme, Caudon.
- Excideuil, Le Château, la Roche Enchantée.
- Grand-Brassac, Le Moulin de Rochereuil.
- Jumilhac-le-Grand
- Le Change
- Paussac-et-Saint-Vivien, Le Breuil, la Forge du Boulou, la Tabaterie.
- Sainte-Mondane

## Doubs
- Quint (Baume-les-Dames)
- BaumeRousse (Baume-les-Dames)
- SousBuen (Baume-les-Dames)
- Fente de Babre (Baume-les-Dames)
- Rocher de Lonot (Baume-les-Dames)
- Joland (Baume-les-Dames)
- Laissey (Roulans)
- Montfaucon (Besançon)
- Hautepierre à Hautepierre-le-Châtelet
- Syratu à Mouthier-Haute-Pierre
- Falaise de Refranche
- Falaise de Rurey
- La Brême (Ornans) (site et accès interdit par le propriétaire)
- Fort des Roches (Pont-de-Roide-Vermondans)
- La Fauconnière (Pontarlier)

## Drôme
- Buis-les-Baronnies, rocher de Saint-Julien
- Le Claps
- Saoû et environs
- Saint-Moirans[1]
- Taulignan, SAE 17 m de haut (ALTI GRIMP)
- Valcroissant
- Omblèze
- Roche de Romeyer
- Rochefort Samson
- Sainte-Croix
- Les sucettes de borne
- Les Roches qui dansent
- Col de Pennes
- Le vallon de baïn (Châtillon-en-diois)
- Bellecombe Tarendol

## Eure
- Tête d'homme ou tête de la Roque (La Roquette)
- Connelles (Connelles)
- La cariée
- L'm (Connelles)  (Propriété du Red Star Club de Montreuil)
- Microfalaise (Les Andelys)
- Bisexto (Les Andelys)
- Le Thuit (Les Andelys)
- Spéléologue (Les Andelys)
- Val Saint-Martin (Les Andelys)

## Eure-et-Loir
Aucun

## Finistère
- Argol
- Brasparts
- Camaret-sur-Mer : pointe de Pen-Hir
- Kerlouan (bloc)
- Plouarzel
- Plougastel-Daoulas (le cube, l'impératrice, le serpent)
- Sibiril
- Quimper : Lez Steir

## Gard
- Russan (gorges du gardon, Sainte anastasie)
- Collias
- Pont saint nicolas
- Seynes
- La Capelle (blocs)
- Rochefort du Gard
- Saint Ambroix
- Allègre

## Haute-Garonne
- Cier-de-Luchon, la Mailh de Jorc (Cier-de-Luchon)
- Cierp-Gaud, Rouziet (Cierp-Gaud)
- Gouffre de Lespugue (Saint-Bertrand-de-Comminges)
- Gourdan-Polignan (Gourdan-Polignan)
- Pic de Gar (Bezins-Garraux)
- Saint Beat,
- Saint-Mamet (Saint-Mamet)
- Saint-Pé-d'Ardet (Saint-Pé-d'Ardet)
- Vallée du Lys, Mailh de la Clote (Castillon-de-Larboust)
- Ore

## Gers
- Avezan, Milwaukee (Avezan)
- Mauroux (Mauroux)
- Saubole (La Romieu)
- Biran (Biran)

## Gironde
- Blaye (Blaye) (Site interdit)

## Hérault
Falaises de l'Hérault par la FFME
- Claret
- Le Caroux
- Cazevieille
- L'Hortus
- Le Joncas
- Pic Saint-Loup
- Pic de Vissou
- Saint-Bauzille-de-Montmel (dit « Saint-Bau »)
- Saint-Bauzille-de-Putois (dit "le Thaurac")
- Saint-Guilhem-le-Désert
- Saint-Jean-de-Buège
- Saint-Jean-de-Védas
- Valflaunès

## Ille-et-Vilaine
- L'île-aux-Pies (Bains-sur-Oust)
- La Fontenelle (La Fontenelle)
- Le Blaireau (Saint-Aubin-du-Cormier)
- Mézières-sur-Couesnon (Saint-Ouen-des-Alleux et Mézières-sur-Couesnon)
- Mont Dol (Mont-Dol)
- Moulin-du-Boël (Guichen, Laillé) (Site interdit)
- Roche-Marie (Saint-Aubin-du-Cormier)
- Rochers du Saut-Roland (Dompierre-du-Chemin)
- Saint-Just
- Timouy (Sainte-Marie-de-Redon)
- Vieux-Vy-sur-Couesnon (Vieux-Vy-sur-Couesnon)

## Indre
- Anglin Rive Droite - La Dube (Mérigny)
- Anglin Rive Droite - Roc aux Pigeons (Mérigny)
- Anglin Rive Droite - Rocher de Rives (Lurais)
- Bois-Ramier (Ambrault)
- La Fileuse (Saint-Plantaire)
- Le Pont-des-Piles (Cuzion) (Site interdit)

## Indre-et-Loire
- Lussault (Lussault-sur-Loire)
- Mettray (Mettray) (Site interdit)
- Moulin-de-la-Doué, rochers de Courçay (Courçay) (site interdit)
- Tours (Tours)

## Isère
- Falaises de la cascade (Alpe du Grand Serre, La Morte)
- Falaise du Grand Bec (Alpe du Grand Serre, La Morte)
- Rocher de la Tour de Montléans à Jardin, (Nord Isère)
- Falaises de Presles (Presles), dans le Vercors
- Falaises de Saint-Egrève (le site est de nouveau ouvert au public depuis mars 2009)
- Les Brieux de Saint-Egrève (derrière le stade Jean-Balestas)
- Les Jayères à Veurey-Voroise
- Falaises de Fontaine (parfois appelées « falaise des marcassins » ou plus communément « les Vouillants »)
- Le petit désert à Seyssinet-Pariset (banlieue grenobloise)
- Rocher école de Lans-en-Vercors
- Rocher du Bret (Fort Saint-Eynard)
- Falaises école (Le Sappey-en-Chartreuse)
- Falaises du col du coq (au-dessus de Crolles)
- Falaises de vizille
- Falaise de Belledonne (Livet-et-Gavet)
- Rochers de Comboire à Claix et Seyssins
- Falaises de Saint-Pancrasse
- DJ Face à hauteur de la tour sans venin
- Les Saillants à Vif
- Les Lames à Grenoble
- Le coup de sabre Seyssinet-Pariset
- L'Aup du Seuil (dent de Crolles)
- Site de bloc de Rioupéroux (Livet-et-Gavet)
- Site de bloc de Saint-Nizier
- Pierre Champ Bertin à Bernin

## Jura
- Falaise de Mancy (à Lons-le-Saunier)
- Falaise de Lavigny
- Falaises du Trou de la lune (à Poligny)
- Belvédère de la guillotine (à Revigny)
- Falaises de Chambly (à côté de Doucier, renseignements au CREPS de Chalain)
- Falaises de Mirebel
- Falaises de Rochefort-sur-Nenon

## Landes
- Tercis-les-Bains

## Loir-et-Cher
- Falaise du Coteau (La Chaussée-Saint-Victor)

## Loire
- Doizieux
- La Guillanche (Essertines-en-Chatelneuf)
- Roche Corbières (Rochetaillée)
- Rocher de Rory (Saint-Georges en Couzan))
- Rocher de l'Olme (Chalmazel)

## Haute-Loire
- Rocher de Costaros (Chamalières-sur-Loire)
- Les Roches (Fay-sur-Lignon)
- Le Pradel (Saint-Julien-des-Chazes)
- Cubelles haut et Cubelles bas (Cubelles)
- La tortue (Champclause)
- Le suc des Ollières (Yssingeaux/Araules)
- La Chapelette (Grazac) : non conventionné FDME 43
- La roche pointue (Chaudeyrolles)
- Lavaudieu (Lavaudieu)
- Retournac (Retournac)
- Saint-Jean-Lachalm (Saint-Jean-Lachalm) : non conventionné FDME 43
- Semène (Saint-Ferréol-d'Auroure)
- Brives-Charensac (Brives-Charensac)

## Loire-Atlantique
- La Montagne : conventionné FFME
- Pont Caffino (Château-Thébaud) : conventionné FFME
- La côte sauvage du Croisic
- La Roche Ballue (Bouguenais) : conventionné FFME[3]
- Pierres Meslières (Saint-Géréon) : conventionné FFME
- Site de blocs (Clisson) : conventionné FFME
- Le Pallet : conventionné FFME
- Carrière Misery et Square du commandant Aubin (Nantes)[4]

TOPO "Escalade en Loire Atlantique"

## Loiret
- Orléans, Digues de la Loire (Orléans, Saint-Jean-de-Braye)

## Lot
- Arcambal
- Autoire
- Milhac
- Montcabrier
- Saint-Géry
- Crégols

## Lot-et-Garonne
- Bon encontre
- Gavaudun

## Lozère
- Gorges du Tarn
- Gorges de la Jonte
- Vialas
- Lanuéjols (l'Atelier)
- Le Malzieu-Ville (Verdezun)
- Pied-de-Borne
- Les gorges du Chassezac

## Maine-et-Loire
- Montrevault Le Pilier (Montrevault)
- Chaudefonds sur Layon (Chaudefonds-sur-Layon)
- Pierre Bescherelle (Savennières)
- Rocher du Manis (Le Longeron)
- Rocher de la Corbière (Roussay)
- Moulin Bouchot (La Romagne)

## Manche
- Le rocher de l'Aiguille à Romagny, près de Mortain
- La Fosse Arthour à Saint-Georges-de-Rouelley
- Carrières de Montmartin-sur-Mer
- Les Roches à La Glacerie

## Marne
- Grauves (Grauves)
- Vertus (Bergères-lès-Vertus)

## Haute-Marne
- Cohons
- Viéville
- Bourmont

## Mayenne
- canyon de Saulges (Saulges)
- Entrammes
- Moulay

## Meurthe-et-Moselle
- Maron (ancienne carrière)
- Liverdun

## Meuse
- Lerouville (ancienne carrière) (Lerouville)
- Saint-Mihiel

## Moselle
- Audun-le-Tiche (Carrière) (Audun-le-Tiche)
- Environs de Philippsbourg - Landersberg, Helfenstein (Philippsbourg)
- Environs de Philippsbourg - Rocher Philippe (Philippsbourg)
- Environs de Philippsbourg - Waldeck (Philippsbourg)
- Hohwalschfels (Walscheid)
- Lutzelbourg (Lutzelbourg)
- Marival (Vaux, Ars-sur-Moselle)
- Montois-la-Montagne (Montois-la-Montagne)

Dans les environs de Sarrebourg et Dabo
- Baldur
- Corbeaux
- Falkenfels
- Hohwalsch
- Kuhfels
- Rocher du Canal (Henridorff)

## Nièvre
- Dun les Places - Rocher des Vétérinaires (Dun-les-Places)
- Dun-les-Plages - Le Gué de Dun (Dun-les-Places)
- Dun-les-Plages - Le Pont du Vieux-Dun (Dun-les-Places)
- Dun-les-Plages - Rocher du Chien (Dun-les-Places)
- Dun-les-Plages - Rocher du Montal (Dun-les-Places)
- Surgy (Surgy)

## Oise
Carrière de Saint-Maximin
Saint-Vaast-les-Mello
Magenta (commune de Montataire)

## Orne
- Saint-Clair-de-Halouze

## Pas-de-Calais
- Complexe sportif régional à Carvin
- Hydrequent (Ferques)

## Puy-de-Dôme

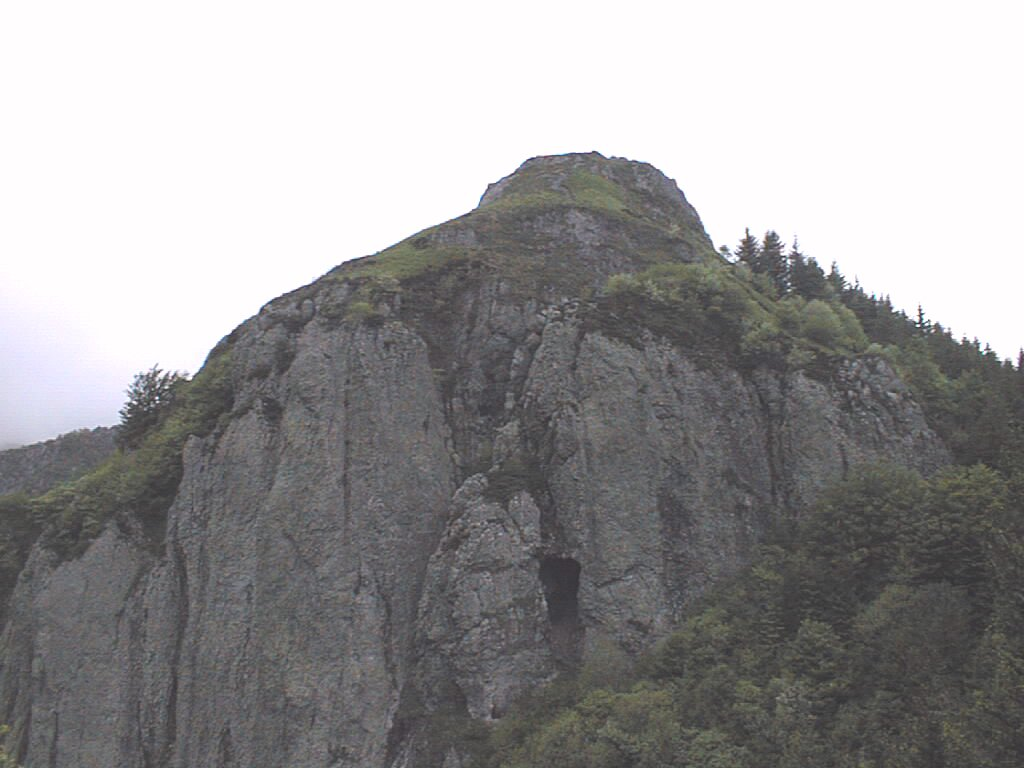
Roche Sanadoire.

- Aiguille du Moine
- Boisséjour
- Ceyrat
- Chabanne
- Champeaux
- Châteauneuf Saint-Sauves
- Châteauneuf-les-Bains
- Cournol
- Crête de Coq
- Dalle de Ribeyre
- Dent de la Rancune
- Enval
- Gour de Tazenat
- Grandeyrolles
- La Chartreuse
- La Forie
- La Pusterne
- La Roche-Bouton
- Lac Pavin
- Le Capucin
- Le Père des Rioux
- Les Avers
- Les Rochettes
- Les Verrous du Val de Courre
- Neschers
- Orbeil / Perthus
- Orphange
- Paille
- Rivalet
- Roche Sanadoire
- Roche Tuilière
- Roche de Gournier
- Saint-Floret
- Saint-Sauveur-la-Sagne
- Saurier
- Sauterre
- Sauviat
- Valcivière
- Vollore-Montagne
- Volpie

## Pyrénées-Atlantiques
- Arguibelle (Lanne-en-Barétous)
- Arudy (Arudy)
- Issor (Issor)
- La Mâture (Etsaut)
- Le Hourat (Laruns)
- Lourdios (Lourdios)
- Miegebat (Laruns)
- Oloron (Oloron-Sainte-Marie)
- Pont de Camps (Laruns)

## Hautes-Pyrénées
- La pyramide Baudéan
- Trassouet Campan
- La Garotte Baudéan
- Pont d'Espagne Cauterets
- Casque du Lhéris Asté
- Bois de Lourdes Lourdes
- Pibeste Agos-Vidalos
- Pic du Jer Lourdes
- Col d'Ech Omex
- Troubat Troubat
- Lortet Lortet
- Pène-haute Hèches
- Suberpenne Hèches
- La Serre Aspin-Aure
- Rocher de Prat Héas
- Rocher de Pichaby Villelongue
- L'escale Fréchet-Aure
- Le Tucou Bagnères-de-Bigorre

## Pyrénées-Orientales
Nord du département (Massifs du Fenouillèdes et des Corbières)
(sites rassemblés dans l'opération Route de la Grimpe) ATTENTION : à la suite d'un accident, et un autre cas de point arraché, tous ces sites de l'opération Route de la Grimpe sont interdits par arrêté. Contravention de classe 1, et risque d'arrachement des points. Fin aout 2012.
- Vingrau.
- Tautavel.
- Opoul.
- Caudiès de Fenouillèdes, col de Saint-Louis.

Sud du département (massifs des Albères et du Vallespir, et côte Vermeille)
- Château d'Ultrera (Roc San Miguel et versant sud), Sorède.
- Le Rimbau, Collioure.
- Rocher de la Massane (terrain d'aventure), Argelès-sur-Mer.
- Roc Fouirous, au-dessus du Perthus.
- Sant Cristau, entre Montesquieu et le Perthus.
- Roc du Midi.
- Coustouge.
- Val de Quers, col d'Arès.

Haut du département (Massifs du Canigou, Conflent, Cerdagne, Capcir)
- Marialles (et toutes les falaises autour du Cady), Casteil.
- Targasonne (blocs).
- Roc d'Aude.
- rocher de Balcère
- Eus (blocs).
- Llo.
- Cirque du Barbet.

Plusieurs topos existent dans les Pyrénées-Orientales : Pyrénées du Levant de Thomas Dulac et Pascal Testas. FFME, La route de la grimpe, 2 tomes. Bruno Colla, Escalade à Vingrau, etc.

## Bas-Rhin
Dans les Vosges du Nord
- Arnsberg
- Frœnsbourg
- Gauxberg
- Heidenkopf
- Hohenfels
- Krappenfels
- Landersberg
- Langenfels
- Loewenstein
- Point de vue
- Rocher Philippe
- Sandkopf
- Soultzerkopf
- Wachtfels
- Waldeck
- Windstein
- Wineck
- Wolffelsen
- Ziegelberg

Dans les environs de Saverne
- Geissfels
- Grotte du Brotsch
- Kobus
- Krappenfels (Haberacker)
- Krappendels (Lutzelbourg)
- Kronthal
- Muhlberg
- Rappenfels
- Rocher du Lion
- Roches Plates
- Saut du Prince Charles
- Seebfels
- Spille

Sud du département
- Château de la Roche
- Falkenstein
- Klingenthal
- Neuntelstein
- Wackenbach

Le topo indispensable : Sur les falaises de grès, 2009 (dernière édition), Michel Bilger, Armand Baudry, Jean-Marc Chabrier, Yann Corby.

## Haut-Rhin
- Bergholtz (falaise / grès)
- Grotte des nains (falaise / calcaire)
- Gueberschwihr : vieux Gueberschwihr et nouveau Gueberschwihr (falaise et bloc / grès)
- Hirnelestein (Steinbach)(falaise)
- Knappenfelsen (Lac d'Alfeld)(falaise / granite)
- Lac Blanc (falaise / granite)
- Lac de Kruth (falaise / granite)
- Martinswand (falaise et terrain d'aventure / granite)
- Petit Honeck (falaise et terrain d'aventure / granite)
- Rosenbourg (Thann) (falaise)

## Rhône[5]
- Chemin du Chêne à Curis-au-Mont-d'Or
- Ecole d'escalade de Buissante à Limas
- Col de la Croix du Ban à Pollionnay

## Haute-Saône
- Échenoz-la-Méline (falaise)
- Échenoz-la-Méline (carriere)
- Chariez (blocs)

## Saône-et-Loire
- Cormot
- Culles-les-roches
- Mont Rome
- Remigny
- Solutré
- Suin
- Vergisson

## Sarthe
- La Jeune Panne (Auvers-le-Hamon)ATTENTION interdit le dimanche
- Sillé-le-Guillaume - Le Saut-du-Serf (Sillé-le-Guillaume)
- Sillé-le-Guillaume - Rochebrune (Sillé-le-Guillaume)
- Saint-Léonard-des-Bois - Domaine du Gasseau (Saint-Léonard-des-Bois)

## Savoie
- la Roche de Croé (Aussois)
- la Falaise-école de Saint-Léger (Saint-Léger)
- le Rocher des Amoureux (Villarodin-Bourget)

## Haute-Savoie
- Ablon (Plateau des Glières)
- Salève - "Le Coin" (Collonges-sous-Salève)
- Salève - "La Corraterie"
- Salève - "Le Canapé" (Monnetier-Mornex)
- Salève - "La barre de Monnetier" (Monnetier-Mornex)
- Tête Ronde (Plateau des Glières) - "Dalle de la Rosière" (Thônes)
- Chablais - Anthon (Mieussy)
- Les Communaux (Reignier)
- Le Biclop (Veyrier-du-Lac) - Site fermé récemment
- Les Trappes (Les Contamines)
- Rocher d'escalade des Gaillands, près de Chamonix
- Rocher des Aravis, Col des Aravis
- La Dalle de Vovray (Chaumont)
- Le Malpas (Chaumont)
- La Grande Jeanne, Semnoz
- Falaise d'Angon

## Seine-Maritime

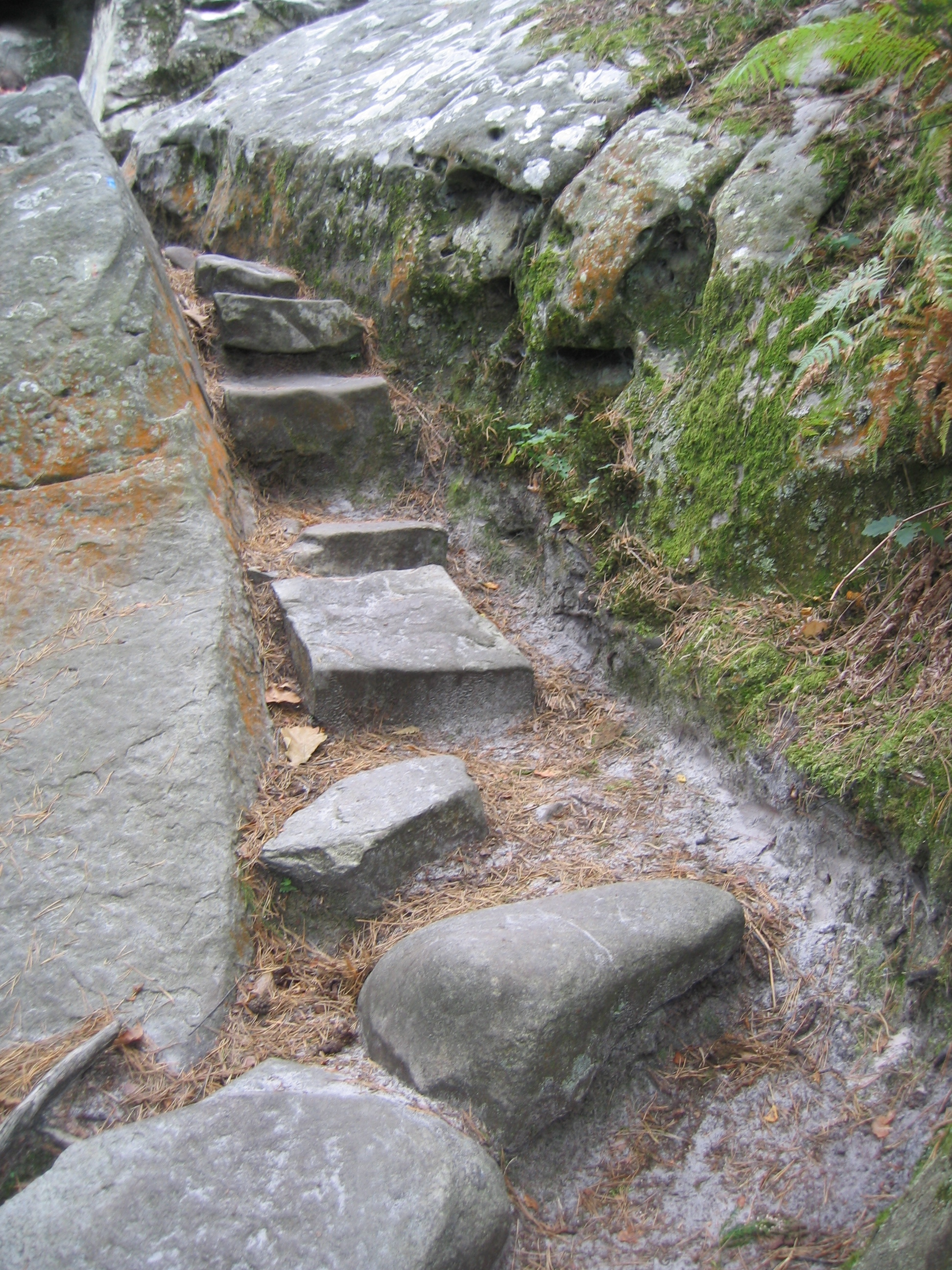

## Seine-et-Marne
- forêt de Fontainebleau (voir Escalade en forêt de Fontainebleau)

## Yvelines
Plusieurs sites d'escalades sont proposés au public :
- site d'escalade artificiel du Château d'eau à Saint-Arnoult-en-Yvelines
- blocs dans la forêt de Dampierre
- Rochets d'Angennes à Rambouillet
- petits rochers d'escalade pour enfants à Cernay-la-Ville

## Deux-Sèvres
- Cinq Coux (Près de Thorigné)
- Vallée d'Argenton (Argenton-les-Vallées)

## Somme
Aucun

## Tarn
- Le Banquet
- Ferriers
- Les fontaines (blocs)
- Mont Roc
- Le Caylar
- Dourgne
- Amiel

## Tarn-et-Garonne
- Saint-Antonin-Noble-Val

## Var
- Blavet
- Baou
- Cimaï
- Correns
- Coudon
- Cride
- Croupatier
- Destel
- Esterel
- Faron Citerne
- Faron Lierres
- Faron Nord
- Faron Téléphérique
- Fenouillet
- Gros Cerveau
- Jaume
- Ragas
- Touravelle
- Tourris

## Vaucluse
- Buoux (Buoux)
- Dentelles de Montmirail (+ de 600 voies...)
- Cavaillon
- Venasque (Venasque)

## Vendée
- Mervent (la Pierre blanche)
- Mortagne sur Sèvre : les coteaux de Fleuriais; site de bloc.
- Mouchamps : La Boissière.

## Vienne
- Angles sur l'Anglin (Rives, la Dube (la GUIGNOTERIE)
- Beauvoir (Moulinet)
- Nouaillé Maupertuis (Le champ de bataille)
- Béruges (Béruges)

## Haute-Vienne
- Bussy-Varache (Eymoutiers)
- Viaduc de Rocherolles

## Vosges
- Moyenmoutier (direction St Prayel)
- Etival-(la pierre d'appel)
- Le pont Tatal au confluant de la vallée de l'Ourche et de la Saône

1. NEUFCHATEAU

- La falaise du bois de l'enfer

1. EPINAL

- Les roches d'Olima
- La carrière collot (centre ville)
- Le void des roches

1. BRUYERES

- La roche de Pointhaie

1. REMIREMONT

- La roche fleurie
- Montiroche
- Le roc des ckaïottes
- La roche de Cheneau
- Saint-Amé : Le petit rocher & Le grand rocher

1. GERARDMER-LA BRESSE

- Le rocher du champ du bois
- La roche des artistes
- Giropaire
- La grande roche
- Les roches Beuty
- Les écorces
- Le moutier des Fées
- La Martinswand
- Le rocher hans du lac blanc
- Le bouclier du tanet
- Le rocher des 4 clochers
- Le rocher de bockloch

1. SAINT-DIE

- La carrière de la grand roche
- La pierre de la roche
- Le rocher de coinches
- La roche de Boslimpré

1. THILLOT

- Le rocher de l'ours
- Le rummel
- La roche du cerf

## Yonne
- Les rochers du Saussois (Merry-sur-Yonne)
- Les rochers du parc (Mailly-le-Château)

## Territoire de Belfort
- Fort de la Justice (Belfort)

## Essonne
- Viaduc des Fauvettes, rénové en 2004, situé sur l'ancienne ligne Paris-Chartres par Gallardon, entre Bures-sur-Yvette et Gometz-le-Châtel
- Viaduc de Saclas, à 5 km d'Étampes.
- sites de bloc en prériphérie de la forêt de Fontainebleau : Chamarande, Boigneville, Maisse, Le Sanglier, Mondeville, Le Pendu d'Huison, Étréchy[6].

## Hauts-de-Seine
- Parc de Sceaux) : mur de soutènement, interdit depuis 1989

## Seine-Saint-Denis
- Sevran (Sevran) (site interdit)
- Site d'escalade du Bourget (Bourget)

## Val-d'Oise
- Éragny (Éragny)
- Stors (Mériel) (site interdit à l'escalade par arrêté municipal du 24 février 2004 pour risque d'éboulement)

## DOM
- Falaises de Morel (îles des Saintes)

## Martinique
- Rocher Leclerc (Le François)
- Rocher Zombis (Rivière-Pilote)
- Rocher de Fond Saint-Denis (Fond Saint Denis)
- Morne Champagne (Anse d'Arlet)

## Guyane
Saint-Laurent du Maroni

## La Réunion
Source : EscaladeReunion.com
- Bassin Plat (Saint-Pierre)
- Cap de la Houssaye
- Cascade de Niagara (Sainte-Suzanne)
- Cilaos - Ferrières (Cilaos)
- Cilaos - Fleurs Jaunes (Cilaos)
- L'Éperon
- La Montagne (Saint-Denis)
- Le Ouaki
- Les Colimaçons (Saint-Leu)
- Paille en Queue
- Patate à Durand (Saint-Denis)
- Rampes de Saint-Paul (Saint-Paul)
- Saint-Joseph (Saint-Joseph)

## Mayotte
- Boungoudravani (Bouéni / Hagnoundrou) - 50 voies
- Passi-Keli - Couenne + bloc
- Mouanatrindri (Bouéni) - bloc
- Plage de Bouéni - bloc
- Plage des Seychelles (M'Tsangamouji /Mliha) - bloc

mayotteescalade.org (Infos,téléchargement topos)

## Nouvelle-Calédonie
- Hienghène
- Koumac
- Koutio
- Nouville
- Poya
- Yaté

## Polynésie française
Aucun

## Saint-Pierre-et-Miquelon
Aucun

## Terres australes et antarctiques
Aucun

## Wallis-et-Futuna
Aucun